# Clearfield (Wisconsin)
Clearfield – miasto w Stanach Zjednoczonych, w stanie Wisconsin, w hrabstwie Juneau.